# Paea
Paea és un municipi de la Polinèsia Francesa, situat a l'illa de Tahití, que es troba a les Illes del Vent, un arxipèlag de les Illes de la Societat. Segons el cens del 2022 tenia una població de 12.756 habitants. Se l'ha anomenat la Costa Daurada de Tahití.
L'àrea de Pāʻea va ser poblada per primera vegada pels exploradors polinesis. El capità James Cook havia arribat el 1769. Pāʻea va formar part del Regne de Tahití fins que França va reclamar les illes de la Polinèsia Francesa. L'aeroport internacional de Faaa es va construir el 1962 i es va obrir més tard. El vol 1121 de l'ara desaparegut Air Moorea es va estavellar mentre volia cap a Moorea. Prop d'on es troba el lloc de l'accident hi ha una roca amb els noms de les persones que van morir en l'accident.